# Glacier (Schiff)
Die Glacier war ein Eisbrecher der United States Navy mit der Kennung AGB-4, später mit den Kennungen WAG bzw. WAGB-4 durch die United States Coast Guard betrieben, der auf den ersten 15 Expeditionen der Operation Deep Freeze in die Antarktika eingesetzt wurde. Die Glacier war der erste Eisbrecher, der sich einen Weg durch die zugefrorene Bellingshausen-See bahnte und sehr viele geographische Punkte dort sind nach Crew-Mitgliedern des Schiffes benannt. Zur Zeit ihres Baus war die Glacier das Schiff mit den stärksten installierten Gleichstrommotoren. Die Glacier konnte Eisstärken bis zu 6,1 m brechen und in Dauerfahrt bei 3 kn (5,6 km/h) Eis von bis zu 1,20 m durchstoßen.
Die nach der Glacier Bay in Alaska benannte Glacier wurde am 27. August 1954 bei Ingalls Shipbuilding Corp. in Pascagoula, Mississippi in Auftrag gegeben. Sie wurde von Roscoe F. Good getauft. Am 27. Mai 1955 lief sie unter Commander E.H. Mayer vom Stapel. Die Glacier blieb ein Einzelschiff. Sie stand elf Jahre in der US Navy und danach 21 Jahre bei der US Coast Guard in Dienst.

## Konstruktion

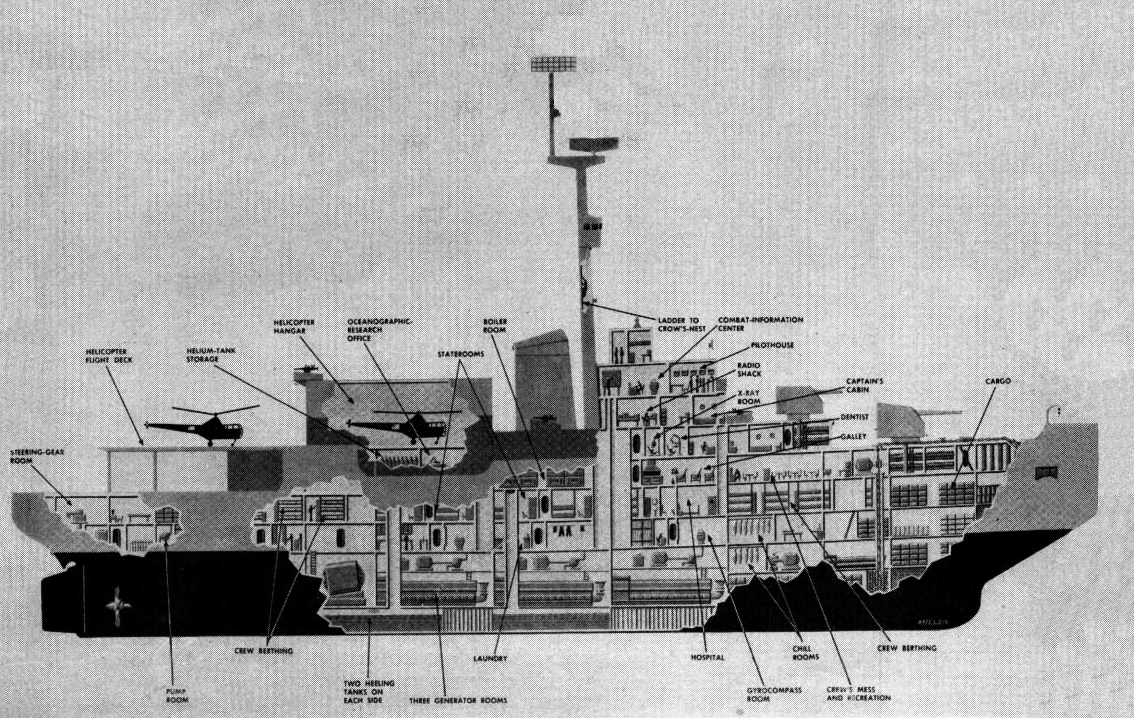
Glacier im Jahr 1956

Die Glacier war im Kern eine verbesserte Ausführung der Eisbrecher der Wind-Klasse, im Wesentlichen größer und stärker konstruiert. Demzufolge zeichnete sie sich durch eine auf Stärke konstruierte Ausführung der äußeren Hülle aus. Ihre Länge war im Verhältnis zur Stärke des Antriebs klein. Der Bug wies die für Eisbrecher typische Schrägung auf, die ein Aufsetzen auf das Eis und Brechen durch das Gewicht des Schiffes ermöglichten. Das Heck war analog konstruiert, um Rückwärtsmanöver im Eis zu ermöglichen. Die Seiten des Rumpfes waren gerundet und verjüngten sich nach oben wieder deutlich. Damit war es dem Schiff möglich, durch seitliches Krängen bzw. wechselnder Trimmung nach vorne und hinten, sich aus dem Eis zu befreien. Die Wahl eines dieselelektrischen Antriebs erfolgte wegen dessen besserer Steuerbarkeit und höherer mechanischer Unempfindlichkeit.

## Geschichte

### Operationen in der Antarktis (1955–1960)
Die Jungfernfahrt der Glacier erfolgte als Flaggschiff von Konteradmiral Richard E. Byrd als Kommandeur der Operation „Deep Freeze I“. Im Dezember 1955 traf sie am Nordrand des Ross-Schelfeises zum ersten Mal auf Eis und brach in der Kainan-Bucht einen Eishafen auf, in dem in der Folgezeit die Bauteile für die Basis Little America V entladen wurden. Die Glacier drang weitere 400 sm nach Westen vor, um den Weg für eine weitere Entladestelle zur Errichtung der „U.S. Naval Air Facility“ im McMurdo-Sund zu bahnen.
Im März 1956 erkundete die Glacier die Weddell-See. Sie vermaß die Vincennes Bay im Wilkesland und ermöglichte die erste Landung an der Prinzessin-Martha- und der Prinzessin-Astrid-Küste. Danach kehrte die Glacier in ihren Heimathafen Boston zurück, den sie am 6. Mai 1956 erreichte.
Das Schiff kehrte am 28. Oktober 1956 im Rahmen der Operation „Deep Freeze II“ in den McMurdo-Sund zurück. Das war zu diesem Zeitpunkt das jahreszeitlich früheste Vordringen eines Schiffs in den Sund. Die Glacier brachte Material und Versorgung nach McMurdo-Station und Little America, wobei sie sieben weitere Schiffe der Royal New Zealand Navy (RNZN) durch das Packeis zu den beiden Stationen führte. Im Januar 1957 brachte sie zwei Lastschiffe in die Vincennes Bay, wo die letzte der sieben amerikanischen Basen für Internationalen Geophysikalischen Jahrs errichtet wurde. Die Glacier verließ die neue Wilkes-Station nach Abschluss der Operation am 17. Februar 1957 mit Ziel Vereinigte Staaten über Melbourne.
Während der Operation „Deep Freeze III“ im Internationalen Geophysikalischen Jahr diente die Glacier als Startplattform für „Rockoon“-Tests, die Informationen für das Explorer-Programm lieferten. Daneben leistete sie Eisbrecher- und Geleit-Dienste und führte eine ozeanographische Untersuchung des Rossmeeres durch.
Im Sommer 1958 leistete die Glacier im Rahmen der „Operation Sunec“ Eisgeleitdienste für Versorgungsfahrten zu den arktischen Radar- und Wetterstationen. Ab November 1958 kehrte sie für Versorgungsfahrten in den McMurdo-Sund zurück und unterstützte die Stilllegung der Station „Little America V“. Anschließend wurden von Bord der Glacier bei Fahrten in der Terra-Nova-Bucht an der Küste des Viktorialands aus zwei bisher unbekannte Inseln und die bis dahin größte jemals beobachtete Kolonie von Kaiserpinguinen mit in der Größenordnung 50.000 Vögeln entdeckt. Die Glacier eilte dann zur Unterstützung des belgischen Expeditionsschiffes Polarhav unter Gaston de Gerlache in der Breidvika fast um die halbe Antarktis herum.
Für die Operation „Deep Freeze V“ 1959–1960 fuhr die Glacier erneut nach McMurdo-Sund und zur Erkundung der Bellingshausen-See. Ende Februar 1960 eilte sie zur Unterstützung der General San Martín, einem Eisbrecher der argentinischen Marine, und des dänischen Versorgungsschiffes Kista Dan. Nach dem Abschluss dieser Rettungsmission fuhr die Glacier am 2. April 1960 in Rio de Janeiro ein, um dort für zwölf Tage Rettungsdienste in überfluteten Gebieten zu leisten. Dies tat sie ebenfalls in einer nachfolgenden Rettungsmission in Paramaribo in Surinam. Am 17. April 1960 erreicht sie wieder Boston.

### Operationen in der Antarktis (1960–1966)
Am 13. Oktober 1960 verließ die Glacier Boston für ihre sechste Antarktis-Fahrt. Sie machte in Lyttelton am 21. November 1960 Halt zum Laden. Den Dezember über hielt sie kontinuierlich einen knapp 40 km langen Kanal durch den McMurdo-Sund für Versorgungsschiffe offen. Sie kehrte dann nach Neuseeland (Wellington) für notwendige Reparaturen und die Verleihung einer U.S. Navy Unit Commendation für die Expedition in die Bellingshausen-See zurück. Danach kam sie für weitere Erkundungen in der Amundsen- und Bellingshausen-See in die Antarktis zurück. Die ozeanographischen Arbeiten dauerten bis März. Sie erreichte den Heimathafen Boston am 27. April 1961.
Im Rahmen der Beteiligung an der Operation „Deep Freeze 62“ ab dem 8. Oktober 1962 landete sie Anfang November erneut in Lyttelton an. Die Glacier erreichte das Packeis im Ross-Meer am 13. November 1961 und den McMurdo-Sund am Ende des Monats. Nach Reparaturen in Wellington kehrte sie zu kartographischen Arbeiten zur McMurdo-Station und zum Standort der Station Little America V zurück. Die Rückkehr nach Neuseeland erfolgt am 6. März 1962. Nach einer Reise von über 60.000 km erreichte sie Boston am 5. Mai 1962.
Die Glacier lief am 17. September 1962 für die Operation „Deep Freeze 63“ aus, erreicht das Packeis am 6. November 1962 und das Ende des Schelfeises am McMurdo-Sund einer Woche später. Nach einem kleineren Schaden in dickem Packeis fuhr sie zur Reparatur weiter nach Wellington, um am 31. Dezember erneut den Weg zur McMurdo-Station zu bahnen.
Die Glacier verrichtete auch in den Folgejahren Brecherdienste auf der Route zur McMurdo-Station. Am 29. Dezember 1965 schob sie zusammen mit den US-Eisbrechern Atka und Burton Island einen Eisberg aus der Fahrrinne. Nach ihrer elften Teilnahme an den Operationen „Deep Freeze“ kehrte sie im Frühjahr 1966 nach Boston zurück, wo sie zum 1. Juli 1966 aus der Schiffsliste der Navy gestrichen und am Tag danach an die US Coast Guard übergeben wurde.

### Küstenwache (1966–1987)
Vor der Übergabe an die Küstenwache war die schwerere Bewaffnung der Glacier entfernt worden. 1968 wurden auch die 5-in-Zwillingsgeschütze entfernt, nur die Browning-M2- und die M60-Maschinengewehre verblieben als Instrument zur Gesetzesvollstreckung. 1973 wurden Schiff und Helikopter rot gestrichen, um die Sichtbarkeit im Eis zu erhöhen.
1975 wurde die Glacier für sechs Tage im Eis der Antarktis eingeschlossen. Am Ende konnte sie in die offenen Gewässer des Antarctic-Sunds entkommen. Die Küstenwache ihres Heimathafen Long Beach meldete, dass sie nur noch mit einem Propeller operieren konnte, da zwei der drei Blätter des zweiten Propellers am 5. März 1975 in „steel hard ice“ abgeschert worden waren. Die Glacier war dabei auf Hilfsmission für den argentinischen Eisbrecher General San Martin gewesen, der während einer Versorgungsfahrt Motorenprobleme hatte, sich aber am Ende selbst befreien konnte.

### Außerdienststellung
Nach 29 Fahrten in die Antarktika und weiteren 10 in die Arktis wurde die Glacier 1987 außer Betrieb genommen. Sie ging in die Verantwortung der United States Maritime Administration (MARAD) über und wurde in der U.S. Naval Reserve Fleet in Suisun Bay auf dem Sacramento River aufgelegt. Die „Glacier Society“ rettete das Schiff 2000 vor der Verschrottung und plante eine Umwandlung des Schiffs in ein Hospital- oder Forschungsschiff. Trotzdem wurde die Glacier am 16. Februar 2012 für 146.726 US$ an ESCO Marine in Brownsville zur Verwertung verkauft. Weitere Anstrengungen zur Rettung wurden unternommen und das Schiff am 17. April 2012 in die frühere Marinebasis Mare Island in Vallejo zur Reinigung gebracht. Im Juni wurde das Schiff dessen ungeachtet nach Brownsville verbracht und MARAD gab die Verschrottung beginnend am 2. Juli 2012 frei.

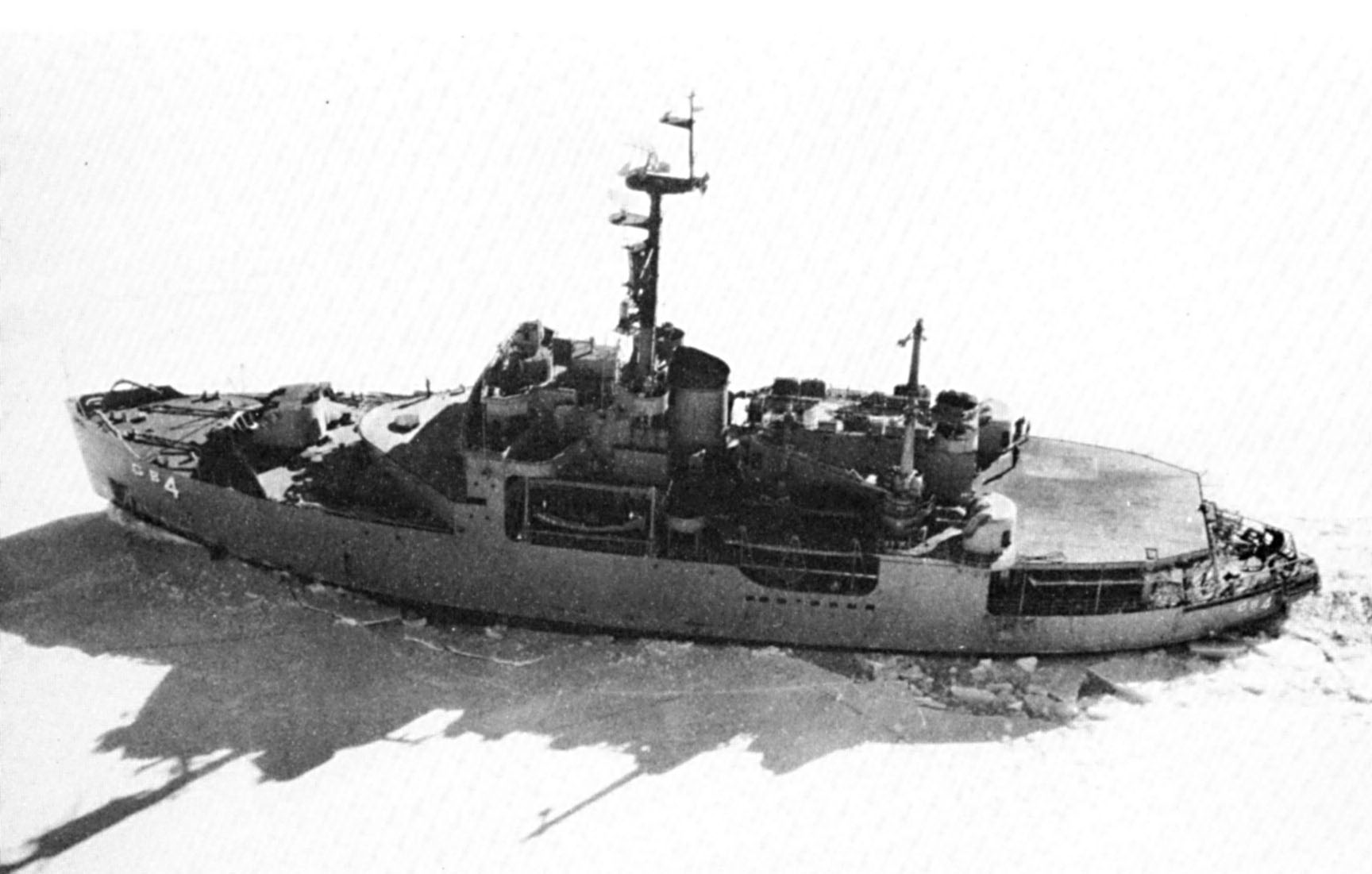
Operation Deep Freeze I, 1955/56
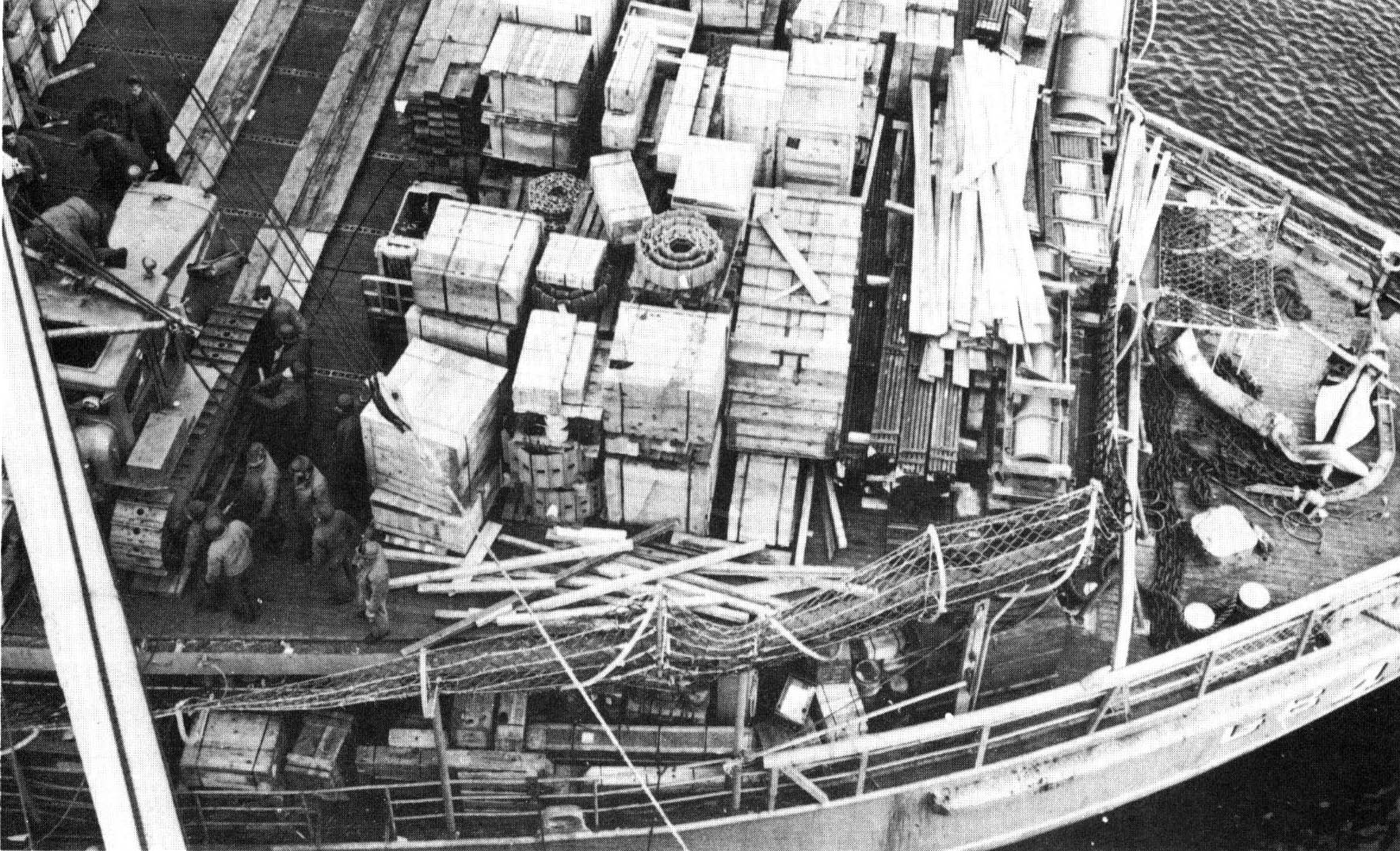
Operation Deep Freeze I, 1955/56
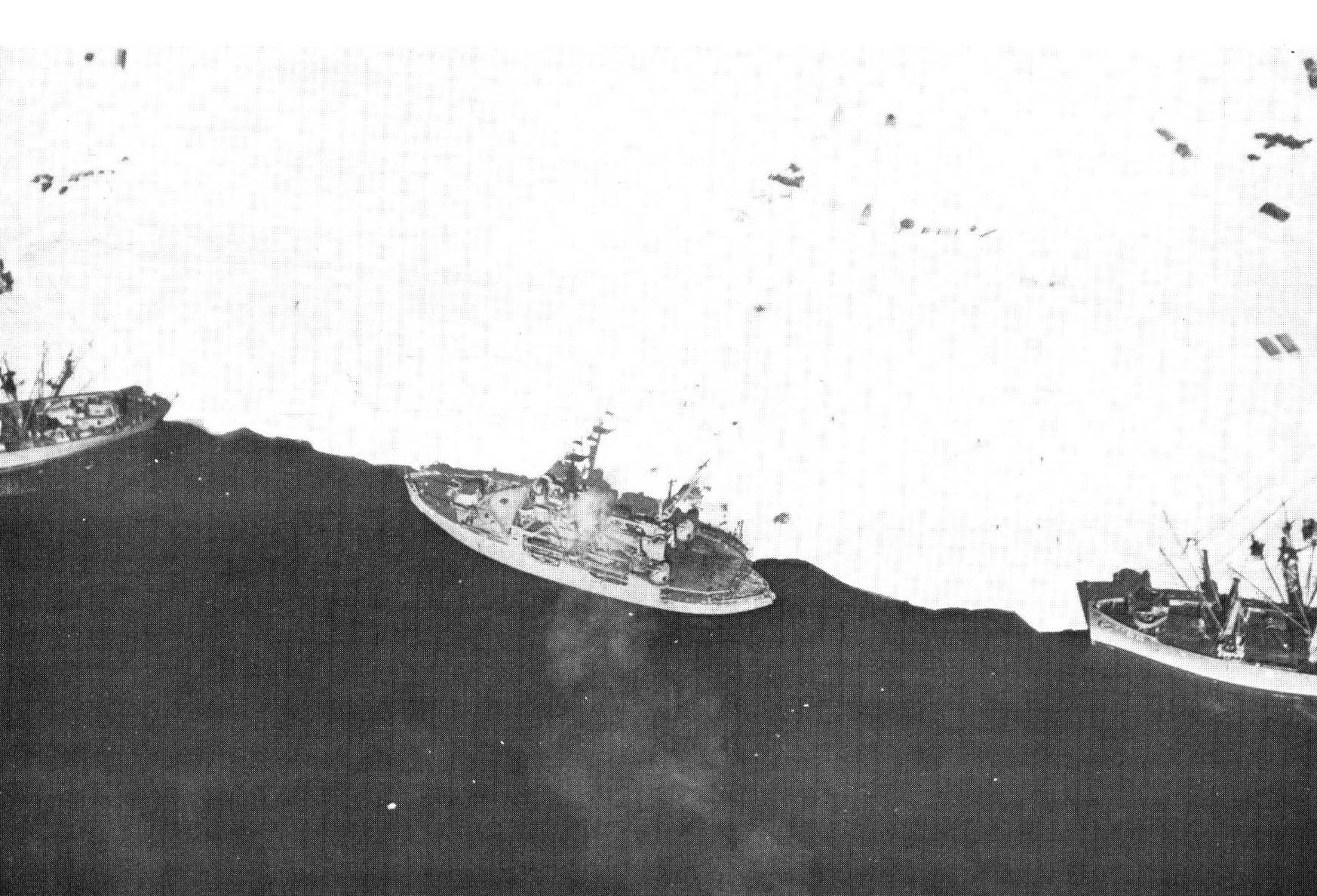
Operation Deep Freeze I, 1955/56
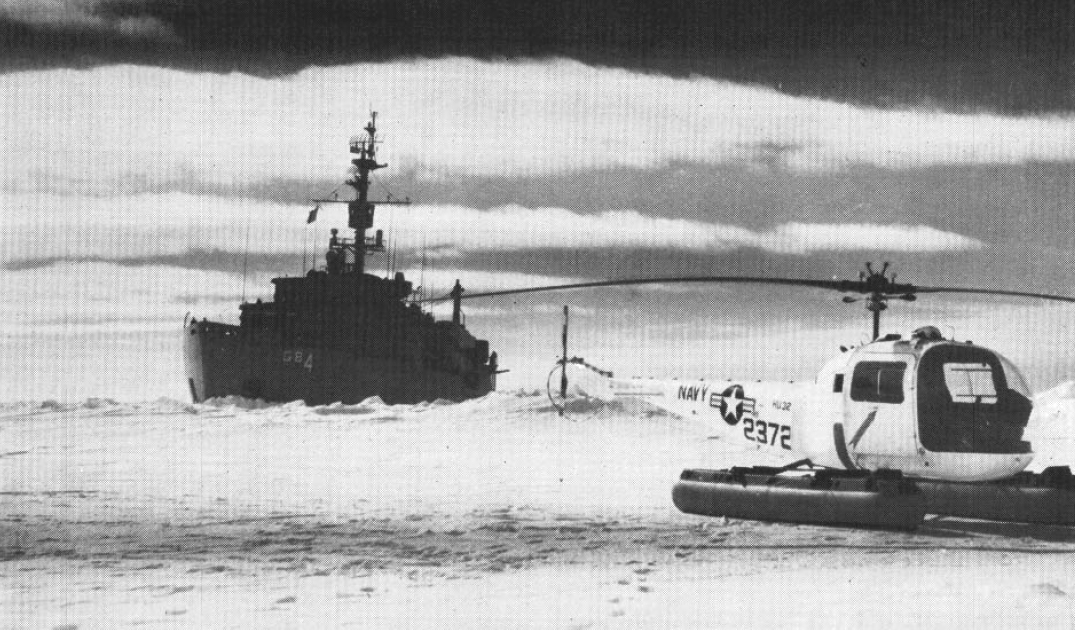
Mit einem Bell HUL-1-Hubschrauber, Antarktis, 1960
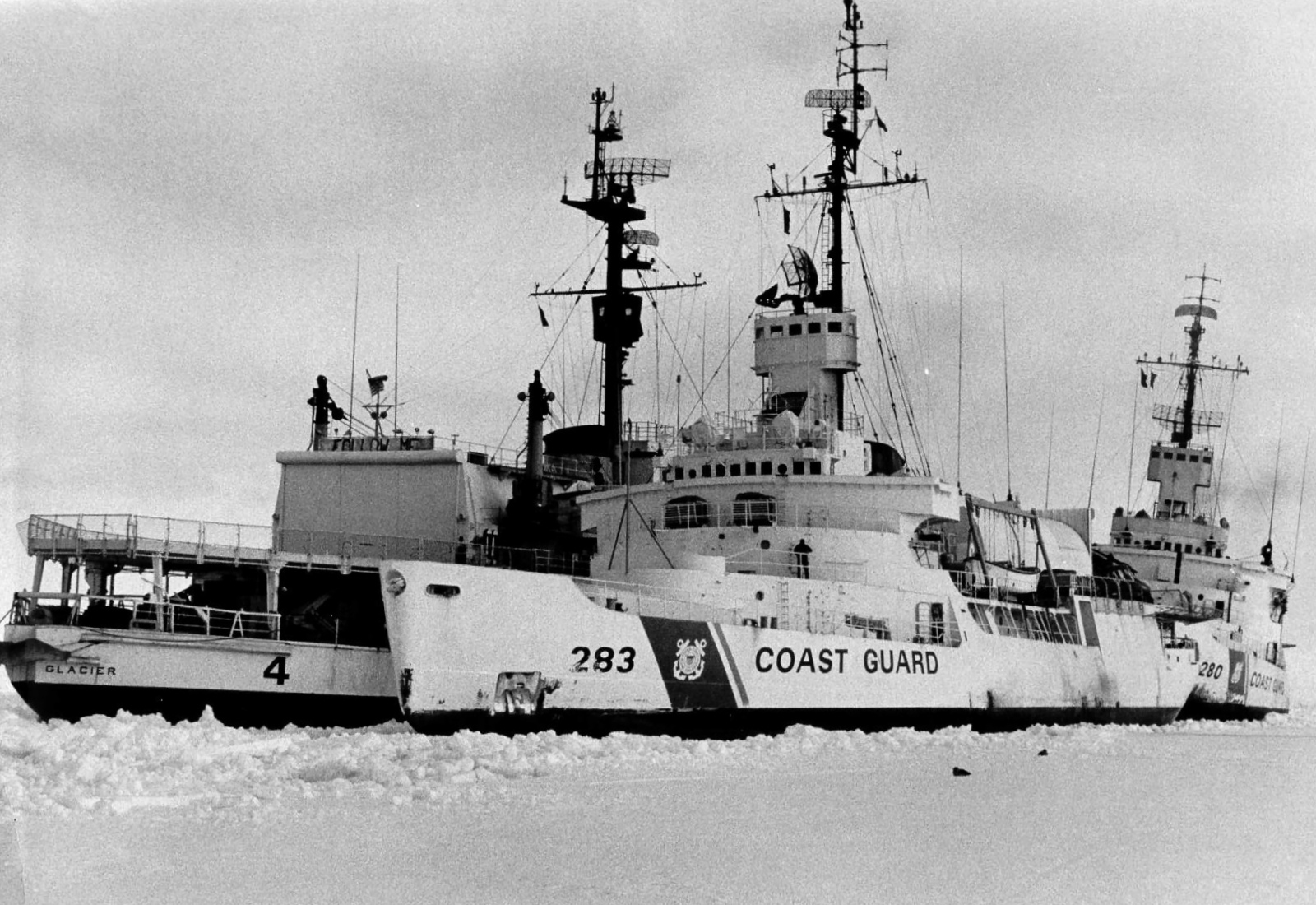
Eisbrecher der US-Küstenwache Glacier, Burton Island und Southwind, 1969

## Auszeichnungen
- Navy Unit Commendation
- National Defense Service Medal
- Antarctica Service Medal[8]